# Serjania trachygona
Serjania trachygona är en kinesträdsväxtart som beskrevs av Ludwig Radlkofer. Serjania trachygona ingår i släktet Serjania och familjen kinesträdsväxter. Inga underarter finns listade i Catalogue of Life.